# 左铁钏
左铁钏（1941年—），汉族，中华人民共和国政治人物、第十一届全国政协委员。
担任北京工业大学激光工程研究院原院长。2008年，当选第十一届全国政协委员，代表科学技术界，分入第二十九组。